# Fernão Gomes da Mina
Fernão Gomes da Mina (Lisboa, século XV) foi um comerciante e explorador português de Lisboa.

## Biografia
Fernão Gomes era filho de Tristão Gomes de Brito, que se diz ser descendente por linha varonil dos antigos de Brito.
Em 1469, o Rei D. Afonso V, por morte do Infante D. Henrique, concedeu-lhe por arrendamento o monopólio do contrato de comércio no golfo da Guiné contra uma renda anual de 200$000 reais, comprometendo-se com a condição de explorar 100 léguas da costa da África por ano, durante cinco anos, (mais tarde o acordo seria prolongado por mais um ano), com a condição de que no fim deles daria 100 léguas de terras descobertas, além das que já havia, o que daria um total de 500 léguas descobertas, o que ele fez servindo-se de dois Capitães, João de Santarém e Pêro Escobar, ambos Cavaleiros da Casa de D. Afonso V, que tinham por pilotos Martim Fernandes, natural de Lisboa, e Álvaro Esteves, ambos moradores em Lagos. O exclusivo do comércio de um popular substituto da pimenta a que então se chamava malagueta, a pimenta-da-guiné (Aframomum melegueta), foi-lhe também concedido por mais 100000 reais anuais.
Fernão Gomes encarregou-se então de promover a exploração da costa atlântica de África, e fê-lo mesmo para além do contratado. Com o seu patrocínio os portugueses chegaram ao cabo de Santa Catarina, já no Hemisfério Sul e encontraram também as ilhas do golfo da Guiné. Gomes contou com a colaboração de navegadores como João de Santarém, Pedro de Escobar, Lopo Gonçalves, Fernão do Pó e Pedro de Sintra.
Houve tão boa sorte no intento que, no começo de 1471, chegou à Mina, onde descobriu um florescente comércio de resgate do ouro de aluvião entre os locais, em que ganhou muita fazenda.
Com os lucros conseguidos no comércio africano e com sua pessoa, Fernão Gomes auxiliou e serviu o rei D. Afonso V na conquista de Alcácer Ceguer, Arzila e Tânger. Nesta Praça marroquina, foi feito Cavaleiro, armado pelo mesmo Rei. Dados os proventos de vulto que arrecadou, designadamente com o comércio no seu entreposto na Mina, deu-lhe por Carta de 29 de Agosto de 1474 o apelido da Mina e Armas Novas, que são: em campo de prata, com três cabeças de negros de sua cor, com colares e argolas de ouro nas orelhas e nas ventas; timbre: uma cabeça do escudo. Mais tarde, em 1478, cumulado de honras e com um papel de enorme influência na economia do reino, foi nomeado para o Conselho Real.
Em 1482, dados os enormes proventos, o novo rei D. João II de Portugal ordenou a construção da Feitoria e Fortaleza de São Jorge da Mina em redor da indústria de mineração de ouro.

## Casamento e descendência
Fernão Gomes da Mina casou-se em Lisboa com Catarina Leme, filha bastarda de Martim Leme, "o Velho", mercador flamengo honrado, e de Leonor Rodrigues. Sua mulher, enviuvando, passou a segundas núpcias com João Rodrigues Pais, filho de Paio Rodrigues Anes e de sua primeira mulher Isabel Anes, de quem houve geração. Teve Fernão Gomes de sua mulher vários filhos e filhas, pelos quais se continuou o novo apelido, que parece não foi de grande duração:
- Catarina Leme, casada com João Rodrigues Pais, filho de Paio Rodrigues Anes e de sua primeira mulher Isabel Anes, com geração[8]
- Nuno Fernandes da Mina, casado primeira vez com Isabel Queimado, com geração, e casado segunda vez com Violante de Brito, filha bastarda de Estêvão de Brito, Alcaide Mor do Castelo de Beja, com geração